# Gare de Wörth (Rhein)
La gare de Wörth (Rhein), en allemand Bahnhof Wörth (Rhein), est une gare ferroviaire allemande, située à Wörth dans le land de la Rhénanie-Palatinat.

## Situation ferroviaire
Établie à 105 mètres d'altitude, la gare de Wörth (Rhein) est située au point kilométrique (PK) 13,8 de la chemin de fer entre Karlsruhe et Winden, la première à ouvrir en 1863. Elle est aussi située au point kilométrique (PK) 51,5 de la Bienwaldbahn non-electrifiée qui rejoint la frontière franco-allemande et permet les relations avec la gare de Lauterbourg, au point 49,9 de la chemin de fer electrifiée de Schifferstadt à Wörth et au point 0,0 de la route de tram-train centre-ville de Wörth, qui relie la gare de Wörth jusqu’au Badepark.

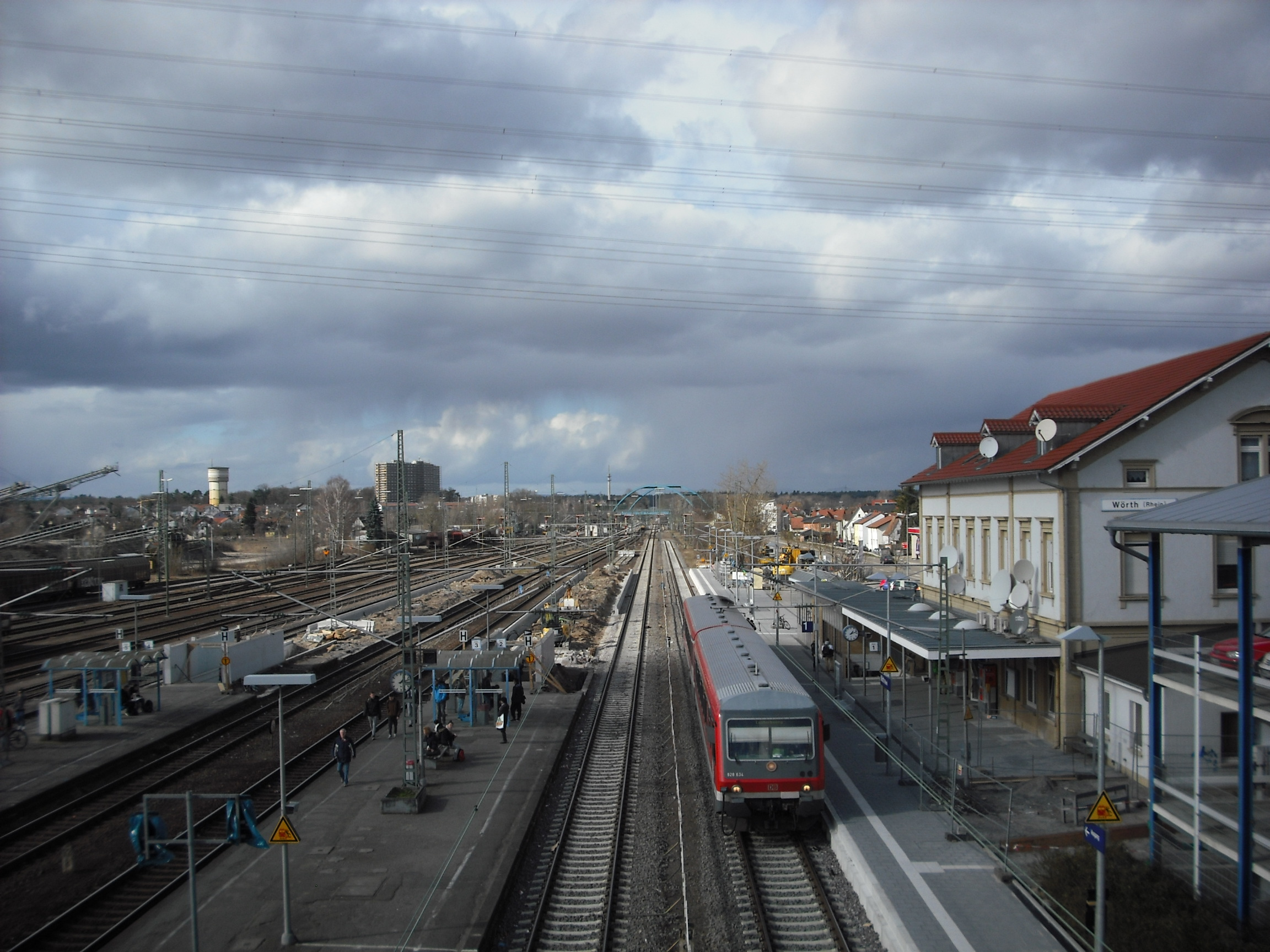
Vue d'ensemble de la gare.

## Service des voyageurs

### Accueil
Une passerelle permet la traversée des voies et le passage d'un quai à l'autre.

### Desserte
La gare de Wörth est desservie par plusieurs lignes de trains régionaux.
Lignes exploitées par la Deutsche Bahn, filiale DB Regio Mitte :
- RE 6: Karlsruhe – Wörth – Winden – Landau – Neustadt a.d. Weinstraße (– Kaiserslautern), en cadence de 60 minutes
- RB 51: Karlsruhe – Wörth – Winden – Landau – Neustadt a.d. Weinstraße, en cadence de 60 minutes
- RB 52: Wörth – Lauterbourg, en cadence d'environ 60 minutes
- certains trains par jour des lignes RE 4 (Karlsruhe – Francfort-sur-le-Main), S 3 (Karlsruhe – Germersheim – Mannheim – Karlsruhe)

Lignes exploitées par la Albtal-Verkehrs-Gesellschaft (Stadtbahn de Karlsruhe) :
- S 5: Wörth Badepark – Wörth, gare – Karlsruhe-Mühlburg, Entenfang – Karlsruhe Marktplatz (centre-ville) – Karlsruhe-Durlach – Berghausen (Baden) (– Söllingen – Wilferdingen-Singen – Pforzheim – Bad Wildbad), en cadence de 20 minutes
- S 51: Germersheim – Wörth, gare – Karlsruhe-Mühlburg, Entenfang – Karlsruhe Marktplatz (centre-ville) – Karlsruhe-Durlach – Berghausen (Baden) (– Söllingen), en cadence de 60 minutes
- S 52:  Germersheim – Wörth, gare – (Karlsruhe-Knielingen) – Karlsruhe, gare centrale – Karlsruhe Marktplatz (centre-ville), en cadence de 60 minutes en heure de pointe

### Intermodalité
Un parc pour les vélos et un parking pour les véhicules y sont aménagés. Elle est desservie par des bus.